# Daniela Feijoó
Daniela Feijoó Gálvez (geboren am 1. Januar 1997 in Peru) ist eine peruanische Fernsehschauspielerin, die besonders für ihre Auftritte in Telenovelas bekannt ist.

## Leben und schauspielerische Laufbahn
Daniela Feijoó Gálvez wurde am 1. Januar 1997 in Peru geboren. Nachdem sie bereits als Kind Schauspielerin werden wollte, besuchte sie zunächst die Schauspielschule von Jesús Delaveaux. Anschließend studierte sie Theaterwissenschaft an der Pontificia Universidad Católica del Perú in Lima.
Nach mehreren kleineren Auftritten im Theater und im Fernsehen spielte sie 2018 in der Telenovela Mi esperanza mit Silvia Amador ihre erste Hauptrolle. Ihre erste Rolle als Protagonistin hatte sie 2019 in der Telenovela Chapa tu combi, in der sie die Journalistin Paloma López de la Fuente spielte, die den Tod ihres Mannes aufklären will. Für diese Rolle wurde sie bei den von der peruanischen Zeitung El Comercio veranstalteten Premios Luces 2019 als beste Fernsehschauspielerin nominiert.
Feijoó hatte auch Auftritte außerhalb von Fernsehserien. So war sie gemeinsam mit Schauspielerin Melissa Paredes Kommentatorin der Golden Globe Awards 2019 für die spanischsprachige Ausstrahlung in Lateinamerika. 2022 hatte sie ihren ersten Auftritt im Kino in der Liebeskomödie Mundo gordo, in der sie die Protagonistin Cynthia spielte.

## Nominierungen
- 2019: Nominierung bei den Premios Luces als beste Fernsehschauspielerin als Paloma López de la Fuente in Chapa tu combi

## Filmografie (Auswahl)
- 2018: Mi esperanza (41 Folgen)
- 2019: Señores papis (79 Folgen)
- 2019–2020: Chapa tu combi (77 Folgen)
- 2020: Mi vida sin ti (40 Folgen)
- 2021–2022: Luz de Luna (35 Folgen)
- 2022: Mundo gordo (Film)